# The Wannadies
The Wannadies waren eine schwedische Power-Pop-Band, die 1987 gegründet wurde und sich 2009 auflöste. Ihren größten Hit You and Me Song verdanken sie einem Soundtrack.

## Geschichte
Im nordschwedischen Skellefteå fanden 1987 Pär Wiksten (Gesang, Gitarre), seine Freundin Christina Bergmark (Keyboard), Stefan Schönfeldt (Gitarre) nebst jüngerem Bruder Fredrik Schönfeldt (Bass), Gunnar Karlsson (Schlagzeug) und Björn Malmquist (Violine) zu einer Bandgründung zusammen. (Malmquist ging der Band irgendwann verlustig.) Sie wählten ihren Namen aus einer Titelübersicht von Horrorfilmen aus – einige Mitglieder arbeiteten die Sommermonate über als Totengräber. Doch so schaurig wie es klingt, soll der Job nicht gewesen sein, und auch stilistisch verlegte man sich mehr auf kantige, aber melodische Popklänge als auf eher zu vermuteten Gothic Rock oder Metal. Wiksten, der auch in einem Plattenladen gearbeitet hatte, hörte damals vornehmlich The Clash, ABBA, The Cure, The Go-Betweens, Pixies und The Beatles. Seit 1988 trat die Band live auf. Versuche, bei einer Plattenfirma unterzukommen, blieben erfolglos. So entschieden sich die Musiker zu einer Eigenproduktion. Diese veröffentlichten sie im Februar 1989 in Schweden. Die EP heißt Smile und deren A-Seite The Beast Cures the Love wurde dank eines Radio-DJs, der sie in seiner Sendung spielte, ein Achtungserfolg. Insgesamt befinden sich drei Stücke auf der EP. Die Band hatte bis dato nur vier eigene Kompositionen, und die eine, die nicht verwendet wurde, stand bei der EP-Betitelung Pate.
Nach einem Auftritt beim Hultsfredfestival im August 1989 bot das Stockholmer Independent-Label Soap Records/NMW der Band einen Plattenvertrag an. Im August 1990 konnte das Debütalbum The Wannadies veröffentlicht werden, aus dem die Singles My Home Town (vorab im Mai 1990) und Heaven (mit dem nicht auf dem Album befindlichen T.-Rex-Hit Children of the Revolution als B-Seite) ausgekoppelt wurden. 1992 folgte das zweite Album Aquanautic, aus dem drei Singles hervorgingen, darunter Cherry Man. Das dazugehörige Musikvideo wurde von MTV angenommen, doch wurde die Ausstrahlung gestoppt als es unter Pädophilie-Verdacht geriet. Die Bekanntheit erreicht nun das restliche Europa und führte zu einem Vertrag mit dem zur BMG gehörenden Sublabel Indolent Records mit Sitz in London. Dort wurde im November 1994 Album Nummer drei veröffentlicht: Be a Girl. Es enthält gleich vier Single-Titel, von denen You and Me Song in den Soundtrack des zwei Jahre später in den Kinos anlaufenden Films William Shakespeares Romeo + Julia Eingang fand und darum als Single wiederveröffentlicht wurde. Zur Zeit des Kinostarts war die Band im Vorprogramm von The Lightning Seeds auf Tour. Im Januar 1997 erschien das Album Bagsy Me. Für den amerikanischen Markt wurden Lieder aus beiden Major-Label-Alben zusammengefasst und unter dem Titel The Wannadies bei RCA Records herausgebracht. Might Be Stars wurde als Single ausgewählt. Die anschließende Tournee führte die Band dann auch in die USA. Da MNW immer noch für den schwedischen Markt zuständig war, The Wannadies jedoch mit deren Betreuung haderte, strebte die Band die Trennung an. Noch vor der US-Tournee war Schlagzeuger Gunnar Karlsson ausgestiegen, woraufhin Erik Dahlgren verpflichtet wurde. Nach der Tour machte sich eine gewisse Erschöpfung breit. Der nervenaufreibende Versuch, sich in Amerika zu etablieren, die Unzufriedenheit mit jedweder Plattenfirma, die Nachwirkung des Streites mit Karlsson und die Erwartung eines Babys von Wiksten und Bergmark ließen eine Pause ratsam erscheinen. Die angehenden Eltern und Fredrik Schönfeldt nutzten diese unter anderem, indem sie nach London umzogen.
Im Winter 1999 traten die räumlich getrennten Gruppenmitglieder in New York City zusammen, um das nächste Album Yeah anzugehen. Es wurde zum Großteil in den Electric Lady Studios unter der Leitung von The-Cars-Frontmann Ric Ocasek eingespielt. Die Veröffentlichung erfolgte in Schweden im Oktober 1999, in den USA und im restlichen Europa erst im April 2000. Vor und nach dem Erscheinungstermin waren Tourneen und Festivalauftritte angesetzt. In England gab es 15 Shows mit Soulwax im Vorprogramm. Außerdem fand eine Mini-Tour in Japan statt. Für das folgende Album Before and After gründeten die Bandmitglieder, die jetzt in Stockholm lebten, das eigene Label Int Records und schlossen sich damit der Firma National in Malmö an. Das Album erschien 2002 in Schweden und wurde 2003 von Cooking Vinyl im Rest Europas vertrieben. Pär Wiksten komponierte in der Folge für andere Künstler und verhalf beispielsweise Amanda Jenssen im Mai 2008 an die Album-Chartspitze. Er gab im Interview an, dass er selbst zu keinem Zeitpunkt Solo-Gedanken gehegt habe, weil er seine eigene Stimme nicht mehr hören wolle. Das neue Betätigungsfeld hatte die Aktivitäten für The Wannadies so weit in den Hintergrund gedrängt, dass die Band Ende April 2009 ihre Auflösung bekanntgab.

## Stil
Auf den Stil der Wannadies wird der Begriff „Power Pop“ angewandt. Eine andere Bezeichnung ist „Alternative Pop“. Nicht ganz zutreffend, aber nahe dran, sei eine Zuordnung zum Britpop.
Als Einflüsse wurden vor allem die Go-Betweens ausgemacht, aber auch die Violent Femmes, Buzzcocks, Undertones, Ramones und Pixies. Versatzstücke aus anderen Bereichen wie zum Beispiel „Herb-Alpert-Trompeten“ finden sich ebenfalls. Bezogen auf die späteren Werke seien blink-182, Supergrass, Third Eye Blind, Super Furry Animals und Ash vergleichbar.
Der Einsatz von Ric Ocasek als Yeah-Produzent rief verschiedene Beurteilungen hervor. Laura Hightower schrieb in ihrer Biografie für den Musician Guide, Ocasek habe die Band mit seinem Punk-Instinkt verführt, sodass sie den Weg von Iggy Pop eingeschlagen und für ein auf breite Zustimmung gestoßenes Album gesorgt habe. Steffen Krautzig von plattentests.de fand den Grad des Punk-Inputs ebenfalls höher, vermeinte jedoch darin eine Anbiederung an die „amerikanische Funpunk-Welle mit Blink 182 und Konsorten“ auszumachen. Vieles klinge aufgesetzt, nur die Balladen ließen alte Qualitäten erkennen. Die Aussage zu den Balladen konnte Wolfgang Doebeling im Rolling Stone teilen. Ansonsten fand er das Album nicht punkig, sondern im Gegenteil, geglättet, plastikartig und klischeehaft. Zum Eröffnungslied I Love Myself meinte er, es sei ein „schlechter Witz“. Aufbau, Struktur und Melodie seien mit Nirvanas Smells Like Teen Spirit identisch. Wiksten hatte in einem Interview bekannt, gerne Smells Like Teen Spirit geschrieben zu haben. Laut.de verortete Yeah „irgendwo zwischen Glitzerpop und Bratzrock“.

## Diskografie

### Studioalben
| Jahr | Titel          | Höchstplatzierung, Gesamtwochen, AuszeichnungChartplatzierungen (Jahr, Titel, Platzierungen, Wochen, Auszeichnungen, Anmerkungen) | Höchstplatzierung, Gesamtwochen, AuszeichnungChartplatzierungen (Jahr, Titel, Platzierungen, Wochen, Auszeichnungen, Anmerkungen) | Anmerkungen                         |
| Jahr | Titel          | SE | UK | Anmerkungen                         |
| ---- | -------------- | --- | --- | ----------------------------------- |
| 1990 | The Wannadies  | SE26 (6 Wo.)SE | — | Soap Records/NMW                    |
| 1992 | Aquanautic     | SE39 (1 Wo.)SE | — | Soap Records/NMW                    |
| 1994 | Be a Girl      | SE34 (2 Wo.)SE | — | NMW, Indolent Records               |
| 1996 | Bagsy Me       | SE7 (8 Wo.)SE | UK37 (4 Wo.)UK | NMW, Indolent Records               |
| 1999 | Yeah           | SE13 (4 Wo.)SE | UK73 (1 Wo.)UK | RCA Records                         |
| 2002 | Before & After | SE30 (5 Wo.)SE | — | Int Records/National, Cooking Vinyl |

### Kompilationen
| Jahr | Titel              | Höchstplatzierung, Gesamtwochen, AuszeichnungChartplatzierungen (Jahr, Titel, Platzierungen, Wochen, Auszeichnungen, Anmerkungen) | Höchstplatzierung, Gesamtwochen, AuszeichnungChartplatzierungen (Jahr, Titel, Platzierungen, Wochen, Auszeichnungen, Anmerkungen) | Anmerkungen |
| Jahr | Titel              | SE | UK | Anmerkungen |
| ---- | ------------------ | --- | --- | ----------- |
| 1998 | Skellefteå 1989-94 | SE31 (5 Wo.)SE | — |             |

Weitere Kompilationen
- 1997: The Wannadies
- 2008: Girlfriend (Love Stories A-E)

### EPs
- 1989: Smile (A West Side Fabrication)
- 1993: Cherry Man (Soap Records/MNW)
- 1996: You and Me Song EP (nur Japan; Soap Records/MNW)
- 1999: Don’t Like You (What the Hell are We Supposed to Do) (RCA Records)
- 2000: Big Fan (RCA Records)

### Singles
| Jahr | Titel Album                 | Höchstplatzierung, Gesamtwochen, AuszeichnungChartplatzierungen (Jahr, Titel, Album, Platzierungen, Wochen, Auszeichnungen, Anmerkungen) | Höchstplatzierung, Gesamtwochen, AuszeichnungChartplatzierungen (Jahr, Titel, Album, Platzierungen, Wochen, Auszeichnungen, Anmerkungen) | Anmerkungen                                    |
| Jahr | Titel Album                 | SE | UK | Anmerkungen                                    |
| ---- | --------------------------- | --- | --- | ---------------------------------------------- |
| 1994 | Love In June Be a Girl      | SE38 (1 Wo.)SE | — |                                                |
| 1995 | Might Be Stars Be a Girl    | — | UK51 (2 Wo.)UK |                                                |
| 1995 | How Does It Feel? Be a Girl | — | UK53 (2 Wo.)UK |                                                |
| 1995 | You & Me Song Be a Girl     | — | UK18 Gold · (4 Wo.)UK | Wiederveröffentlichung in anderer Schreibweise |
| 1996 | Someone Somewhere Bagsy Me  | — | UK38 (2 Wo.)UK |                                                |
| 1997 | Hit Bagsy Me                | — | UK20 (2 Wo.)UK |                                                |
| 1997 | Shorty Bagsy Me             | — | UK41 (2 Wo.)UK |                                                |
| 1999 | Yeah                        | — | UK56 (2 Wo.)UK |                                                |

Weitere Singles
- 1990: My Home Town (MNW)
- 1990: Heaven (MNW)
- 1992: Things that I Would Love to Have Undone (Soap Records/MNW)
- 1992: So Happy Now (Soap Records/MNW)
- 1994: You and Me Song (Soap Records/MNW)
- 1996: Friends (Soap Records/MNW, Indolent Records)
- 1997: What’s the Fuss (Single-Beilage zur LP-Ausgabe von Bagsy Me; nur Vereinigtes Königreich; Indolent Records)
- 2002: Little by Little (National, Cooking Vinyl)
- 2002: Skin (National, Cooking Vinyl)
- 2003: Before and After (Promo-Sampler mit vier Stücken aus dem gleichnamigen Album; Cooking Vinyl)
- 2003: Disko (Cooking Vinyl)
- 2003: Piss on You (Cooking Vinyl)
- 2005: Love to Hate You (als Optimus vs. The Wannadies; 12"-Single; Suicide Recordings)